# 帕爾海山
13°17′09″S 72°30′20″W / 13.285725°S 72.505470°W
帕爾海山（Paljay），是秘魯的山峰，位於該國東南部庫斯科大區，屬於安地斯山脈中維爾卡潘帕山脈的一部分，該山峰海拔高度為5,422米。